# جکسن (نبراسکا)
جکسن(به انگلیسی: Jackson) شهری در ایالت نبراسکا کشور ایالات متحده آمریکا است که جمعیت آن در سرشماری سال ۲۰۱۰ میلادی، ۲۲۳ نفر بوده‌است.